# Holocacista
Holocacista is een geslacht van vlinders van de familie zilvervlekmotten (Heliozelidae).

## Soorten
- H. rivillei (Stainton, 1855)